# Trichopoda squamipes
Trichopoda squamipes är en tvåvingeart som beskrevs av Wulp 1892. Trichopoda squamipes ingår i släktet Trichopoda och familjen parasitflugor. Inga underarter finns listade i Catalogue of Life.